# Can Plantada (Vilassar de Mar)
Can Plantada, o la torre Mar i Flors, és un edifici del municipi de Vilassar de Mar (Maresme) que forma part de l'Inventari del Patrimoni Arquitectònic de Catalunya.

## Descripció
És una torre d'estiueig construïda cap a l'any 1925 seguint els cànons noucentistes. Situada en una zona de cases enjardinades, dins un traçat quadriculat de carrers també heretat d'aquella època, ocupa una superfície de 3.589 metres quadrats dels quals 323 són edificats. De planta baixa, pis i golfes, aquesta torre destaca per la coberta, de quatre vessants i teula vidriada de color blau, groc i color teula.
En la confluència dels vessants de la teulada hi ha elements ornamentals en forma de pinya, de terrissa vidriada de color blau. Els murs blancs de la façana són ornamentats amb motius florals esgrafiats de color crema, generalment als voltants de les portes i les finestres. A l'interior destaca una gran xemeneia de maó vist i rajola vidriada amb ornaments blaus sobre fons blanc. La casa queda voltada per un jardí que fou destinat a un negoci de venda de flors i plantes i també a bar musical.

## Història
Sobre una casa aïllada, de proporcions semblant a la casa de cos, planta baixa i pis, l'arquitecte Josep Plantada i Artigas construí el que és avui la torre Mar i Flors. Amplià l'antic edifici amb un nou cos adossat a la façana lateral, una coberta de quatre vessants, l'obertura de finestres i portes d'arc de mig punt i un seguit d'elements ornamentals i formals que s'adequaven a l'estètica noucentista. Malgrat que la casa sempre s'ha conegut com a Can Plantada es desconeix si va ser llar o residència de l'arquitecte que la va construir.